# ジョン・フランシス・ケリー
ジョン・フランシス・ケリー（John Francis Kelly、1950年5月11日 - ）は、アメリカ合衆国の元軍人。第1期ドナルド・トランプ政権で国土安全保障長官、大統領首席補佐官を務めた。アメリカ海兵隊の退役軍人で元アメリカ南方軍司令官であり、現役時は海兵隊大将。
日本語表記ではバラク・オバマ政権で国務長官を務めたジョン・フォーブズ・ケリーと同じくジョン・（F・）ケリーとなるが、姓のスペルと原発音が異なる（国務長官の方はKerryである）。

## 経歴
1950年5月11日にアメリカのマサチューセッツ州ボストンでアイルランド系アメリカ人・カトリックの家に生まれる。1976年にマサチューセッツ州立大学を卒業する。1984年にジョージタウン大学で国家安全保障の修士号を得て、大学院を卒業する。
1970年にアメリカ海兵隊に入隊し、ノースカロライナ州キャンプ・レジューヌの第2海兵師団に派遣され、1976年に軍曹で退役した。大学卒業後に1976年に第2海兵師団に戻り、ライフル小隊司令官・中隊副司令官・作戦支援士官・歩兵司令官を歴任した。1987年には少佐に昇格し、大隊の作戦担当責任者となった。

### 国土安全保障長官
2016年12月7日にドナルド・トランプ次期大統領がケリーを自らの政権で国土安全保障長官に指名する見通しが伝えられた。2017年1月20日にアメリカ上院本会議はケリーを国土安全保障長官に充てる人事を承認した。
2017年2月にケリー国土安全保障長官は「メキシコ国境の壁（いわゆるトランプの壁）の建設は2年以内に完成するだろう、準備期間は数か月しかかからない、メキシコからの敵意についてはアメリカ国民の安全確保が第一であるが、メキシコと共通する問題についてパートナーシップを構築したい」とインタビューで語った。
2017年5月末にアメリカ国内を発着する全ての国際線でノートパソコン・タブレット・デジタルカメラなどの電子機器の持ち込みを禁止する可能性がある（ラップトップバン）とケリー国土安全保障長官は述べたが、6月13日にはすぐには必要は無いかもしれないと述べている。

### 大統領首席補佐官
2017年7月28日にトランプ大統領はラインス・プリーバス大統領首席補佐官を更迭し、後任にケリーを起用したと発表。7月31日に横滑りで大統領首席補佐官に就任し、国土安全保障長官は退任した。
2018年12月、ケリーは大統領首席補佐官を退任した。後任として翌2019年1月から1年3か月の間ミック・マルバニーが代行を務めた後、2020年3月31日にマーク・メドウズが新たに就任した。
2019年10月に保守系メディアが主催する政治会議に出席し、大統領首席補佐官の後任探しに当たり、大統領に対して「事実をあなたに伝えないような人物を採用するべきでは無い」と忠告したと述べ、自分が首席補佐官を続けていれば弾劾調査（ドナルド・トランプとウクライナ論争を参照）にさらされることはなかっただろうと振り返っている。

## 論争

### トランプ発言に対する証言
2024年11月の大統領選に先駆け10月22日付で出された『アトランテック』誌の記事によると、ケリーは、トランプがホワイトハウスでの私的な会話において、「ヒトラーは良いこともした」「ヒトラーが持っていたような将軍」が欲しいと述べたと証言し、彼を「ファシストに分類される」と警告した。また『タイム』誌の記事で、トランプは「ファシスト」であり、独裁者になることを望んでいる可能性が高い大統領であると批判した。トランプ陣営の広報担当者は「でっち上げの話」と批判した。